# Tonadico
Tonadico est une ancienne commune italienne d'environ 1 500 habitants située dans la province autonome de Trente dans la région du Trentin-Haut-Adige dans le nord-est de l'Italie. Elle fusionne le 1er janvier 2016 avec Fiera di Primiero, Siror et Transacqua pour former Primiero San Martino di Castrozza.

## Administration
| Période                                  | Période | Identité | Étiquette | Qualité |
| ---------------------------------------- | ------- | -------- | --------- | ------- |
|                                          |         |          |           |         |
| Les données manquantes sont à compléter. |         |          |           |         |

### Communes limitrophes
Falcade, Moena, Canale d'Agordo, Taibon Agordino, Predazzo, Siror, Voltago Agordino, Gosaldo, Sagron Mis, Transacqua, Fiera di Primiero